# Balta camerunensis
Balta camerunensis es una especie de cucaracha del género Balta, familia Ectobiidae.

## Distribución
Esta especie se encuentra en Camerún y República Democrática del Congo.